# Стакер
Стакер (англ. stacker, нім. Rinnenenabsetzer m, fahrbarer Stapelförderer m) – відвалоутворювач драги. Конструктивно являє собою сталевий жолоб або металеві ферми циліндричного, або шатрового типу (у континентальних драг). Нижній кінець стакера шарнірно кріпиться до основи, встановленої на палубі понтона, а верхній підвішується на канатах до задньої щогли драги. Транспортування і укладання у відвал промитої галькової фракції здійснюються самопливом (С. у вигляді жолоба) або за допомогою стрічкового конвеєра (С. інш. конструкцій).